# Термитник
Терми́тник — надземная часть жилища термитов. Термитник создан из песка, глины, древесных щепок и прочих естественных материалов, скреплённых слюной рабочих-термитов. Термитник надстраивается постоянно, пока жива колония обитающих в нём термитов, и за несколько сотен лет может вырастать до 5 метров в высоту. Крупнейший известный термитник достигает высоты в 12,8 м. Считается, что термитник — одно из крупнейших сооружений, создаваемых наземными животными. В 2024 году учёные обнаружили древнейшие в мире действующие термитники, оказавшиеся старше человеческой цивилизации. Возраст некоторых конструкций достигает 34 тысяч лет. На западе ЮАР в них обитают термиты вида Microhodotermes viator.

## Описание
Термитники имеют разнообразную форму — коническое, вытянутое или грибовидное сооружение с многочисленными ходами и камерами. Его размеры увеличиваются в течение всего периода существования колонии термитов и могут достигать нескольких метров в диаметре и в высоту. Строится рабочими особями из глины и растительных остатков, скреплённых выделениями термитов. Внешние стены термитника, как правило водонепроницаемые для предотвращения затопления тропическими ливнями и могут достигать 20 — 30 см толщиной, но имеют небольшие отверстия для вентиляции.
Термиты имеют мягкую кутикулу и легко поддаются высыханию, поэтому они живут в тёплых, влажных и изолированных от внешней среды гнёздах. Эти гнёзда строят рабочие. Высокая относительная влажность внутри гнезда (90—99 %), вероятно, поддерживается отчасти за счёт образования воды в результате метаболических процессов отдельных термитов. Температура внутри гнезда обычно выше, чем снаружи. Помимо обеспечения оптимального микроклимата, гнездо обеспечивает укрытие и защиту от хищников.
Поскольку анаэробные простейшие, которые необходимы для переваривания целлюлозы и живут в задних кишках примитивных термитов, не могут переносить высокие концентрации кислорода, эти термиты выработали толерантность к высоким концентрациям углекислого газа. У некоторых видов этот показатель может достигать 3 %. Вентиляции гнезда способствует его особая архитектура. Например, подземные гнёзда Apicotermes имеют сложную систему вентиляционных отверстий. Конвекционные потоки и диффузия через стенку гнезда также обеспечивают вентиляцию в больших гнёздах.
Поликалия, или существование семьи термитов в нескольких взаимосвязанных гнёздах характерна для некоторых видов. Такие вторичные гнёзда связаны с первичным гнездом подземными и/или крытыми галереями. Этот поликализм часто встречается у подземных видов со сложными гнёздами и наблюдается у всех четырёх подсемейств Termitidae.
Поликалия менее распространена у термитов, строящих надземные холмики (австралийские Amitermes, Drepanotermes, Tumulittermes, Pericapritermes). Поликалические древесные гнёзда отмечены у нескольких Microcerotermes и несколько видов Nasutitermes. У последних в гнёздах-спутниках могут появиться дополнительные репродуктивные особи, которые затем могут стать самостоятельными; этот процесс называется основание почкованием.
У некоторых термитов в гнезде выделяется особая «королевская камера» (royal cell), где находится яйцекладущая матка. Стена, крыша и пол всегда возводятся (а не просто выкапываются) из компактного твердого материала. У Mastotermitidae, Termopsidae и Kalotermitidae репродуктивные особи не занимают специальной камеры и могут переходить из камеры в камеру, даже если матка физогастрична (Hodotermitidae). У Rhinotermitidae определённая королевская камера известна только у видов Coptotermes. У Termitidae королевская камера встречается у нескольких Nasutitermitinae (некоторые, но не все виды рода Nasutitermes) и чаще у Termitinae (роды Microcerotermes, Globitermes и Cephalotermes). Такая камера неизвестна у Apicotermitinae, и это отсутствие особенно заметно в сложных гнездах рода Apicotermes. Напротив, у Macrotermitinae, по-видимому, всегда присутствует королевская камера.
Термитник выполняет функции склада, родовой камеры, защиты колонии от хищников (как и муравейник), теплицы для выращивания съедобных для термитов грибов (Termitomyces), и, дополнительно, защиты термитов от солнечного света и дождя (в отличие от муравьёв, термиты не приспособлены к жизни на поверхности).
Кроме собственно термитов, заселённый термитник служит обиталищем для термитофилов (животных-хищников, паразитов и симбионтов, связанных с термитами, например, муха термитомия, жук Spirachtha, Termitohospitini, Corotocini, Termitopaedini, Termitocharina, Termitocupidina, Termitogastrina, Trichopseniini, Coatonachthodes ovambolandicus и другие), а покинутый и достаточно разрушенный — для сов, дятлов, лисиц и прочих животных. Некоторые виды крупных животных (например, слоны или носороги) в жаркую погоду иногда укрываются от зноя в тени термитников.
Термитник строят в основном тропические виды термитов, остальные же предпочитают выкапывать себе систему нор (гнёзд) в грунте, и поверхностных сооружений не возводят.

## Типы гнёзд
Многие термиты строят дискретные гнёзда. Некоторые гнезда частично возвышаются над землей в виде насыпей или холмов, тогда как другие находятся полностью под землей или на деревьях. Грязь, частицы мелкой глины или пережеванная древесина, склеенные слюной или экскрементами, используются для строительства гнезд. Во время строительства гнезда термит откладывает фекалии, чтобы цементировать частицы на месте.
Семейство Kalotermitidae и подсемейство Termopsinae (Hodotermitidae) устраивают свои гнёзда в древесине, которой питаются. Эти термиты выкапывают беспорядочные сети галерей без внешних отверстий, кроме временных, образующихся во время роения. Галереи гнёзд имеют перегородки из фекалий. Kalotermitidae обитают в здоровой древесине пней и ветвей деревьев. Например, Neotermes tectonae, обитающие в тиковых деревьях на Яве и атакующие их, и Cryptotermes, проникающие в деревья и мебель в различных частях мира. Termopsinae живут во влажных гнилых стволах. Хотя настоящие лесные обитатели никогда не вторгаются в почву и их гнёзда не связаны с почвой, все остальные термиты в основном живут под землей, строят свои гнезда либо в почве, либо с почвенными связями и используют источники пищи вдали от гнезда.
Многие виды Rhinotermitidae строят гнёзда в древесине, зарытой во влажную почву, от которой в почву или над землей может расходиться разбросанная сеть туннелей к источникам пищи в виде крытых ходов. Другие термиты строят рассредоточенное подземное гнездо с множеством камер в почве и сетью галерей.
Древесные гнёзда представляют собой яйцевидные конструкции, построенные из «картона» (смесь фекалий и древесных фрагментов), напоминающего картон или папье-маше. Картон может быть бумажным и хрупким или деревянным и очень твердым. Внутренняя часть древесного гнезда состоит из горизонтальных слоев ячеек, при этом матка занимает особое отделение недалеко от центра. Гнёзда всегда поддерживают связь с землей через крытые ходы.
Одни из самых самых сложных гнездовых структур в мире насекомых сооружают виды рода Macrotermes. Эти термитники являются одними из крупнейших в мире, достигающими высоты от 8 до 9 м, и состоят из вершин и хребтов. Термиты вида Amitermes meridionalis строят гнёзда высотой от 3 до 4 м и шириной 2,5 м. Самый высокий официально зарегистрированный термитник имел высоту 12,8 м и обнаружен в Экваториальной Африке в Демократической Республике Конго. Термиты рода Amitermes (Amitermes meridionalis и A. laurensis) строят «компасные» или «магнитные» холмики, ориентированные с севера на юг. Плотность может достигать более 200 термитников на гектар (например, Amitermes vitiosusus в Австралии).

## Строение термитника
В своей лекции памяти Джейкоба Броновского, прочитанной в 1979 г. в Массачусетском технологическом институте, Филип Морисон привёл пример строительного алгоритма термитов. Из измельчённого дерева и собственной слюны термиты вырабатывают липкую смесь. Крупинки этой смеси склеиваются друг с другом и затвердевают. При постройке термитника — очень сложной конструкции, достигающей 6-метровой высоты, — каждое из насекомых слепо руководствуется следующим алгоритмом:
1. Сделать столбик из крупинок.
2. Когда столбик достиг определённой высоты, посмотреть, нет ли поблизости более высокого столбика, — если есть, то оставить свой столбик и продолжать работу на более высоком…
3. Когда столбик достиг ещё большего размера, посмотреть, нет ли по соседству столбика, который можно соединить со своим.
  - Если нет, оставить свой столбик и искать другой подходящий столбик рядом.
  - Если по соседству имеется подходящий столбик, соединить его со своим перемычкой.
4. Далее продолжать с начала.

Руководствуясь этим алгоритмом, тысячи неорганизованных насекомых строят в результате сложный многоярусный лабиринт. 